# 安倍官房長官印象操作映像事件
安倍官房長官印象操作映像事件（あべかんぼうちょうかんいんしょうそうさえいぞうじけん）は、2006年7月21日に放映されたTBS系列のニュース番組「イブニング・ファイブ（JNNイブニング・ニュース）」の「731部隊特集」で、731部隊とは無関係の安倍晋三官房長官の顔写真を約3秒間にわたって映し出された事件である。

## 概要
TBSのニュース番組「イブニング・ファイブ（JNNイブニング・ニュース）」は、2006年7月21日に731部隊の特集を組んだ。その内容は、終戦後に日本上陸を果たすであろうアメリカ軍に対して細菌兵器で攻撃する計画が731部隊にあったというものであった。
その放送の中で、TBS社内の一室で電話取材を行っている記者に迫る演出があり、その途上にある小道具部屋で山積みされていた小道具とともに「安倍晋三顔写真」が約3秒間に渉って映し出された。その際に「ゲリラ活動！？」というテロップが「安倍晋三顔写真」に重なって表示されていた。また、安倍晋三顔写真の横には構造計算書偽造問題で話題になったヒューザー社長小嶋進の顔写真もあった。
この当時、小泉純一郎の後継者を選ぶ自民党総裁選が近日中に行われる予定で、安倍も有力候補者として出馬することになっていた。「小嶋進顔写真」が隣にあったのも決して偶然ではなく、小嶋のマイナスイメージを安倍に重ね合わせることを狙ったものであるという主張もある。
TBSは、「電話取材中の記者を撮影する際、取材に使った記者室のスペースが狭かったため、隣接する小道具部屋に保管してあった官房長官のパネルが映った」とし、意図的なものでは無かったと釈明した。
放送行政を所管する総務省は7月25日に事実を把握し、調査に乗り出した。8月11日、総務省はTBSに対し、放送法に基づく厳重注意の処分を下した。